# Hetepheres II
Heteferes II o Hetepheres II fue una reina del Antiguo Egipto, esposa de Dyedefra y uno de los personajes más longevos de la cuarta dinastía.

## Biografía
Era hija de Jufu. Nació durante el reinado de su abuelo, Seneferu, Una inscripción fragmentada hallada en la tumba de Meretites parece indicar que esta era su madre.
Durante el reinado de Jufu (Keops), Heteferes II se casó con su hermano, el príncipe heredero Kauab, con quien tuvo al menos un hijo, una niña llamada Meresanj III. Después de la muerte de Kauab se casó con otro de sus hermanos, Dyedefra, que fue el sucesor del trono. Viuda por segunda vez, contrajo matrimonio con el chaty Anjaf, otro miembro de la familia real, hermano de Jufu. Su hija Meresanj III contrajo matrimonio con el hermano y sucesor de Dyedefra, Jafra (Kefrén). 
Si bien el matrimonio dentro de la familia real era común, los matrimonios múltiples como en este caso no lo eran. Probablemente la causa fue que era depositaria de los derechos dinásticos, aunque no fue «Madre del Rey», pero esto no explica el tercer matrimonio, aunque se ha sugerido que fue para mantener su estatus.

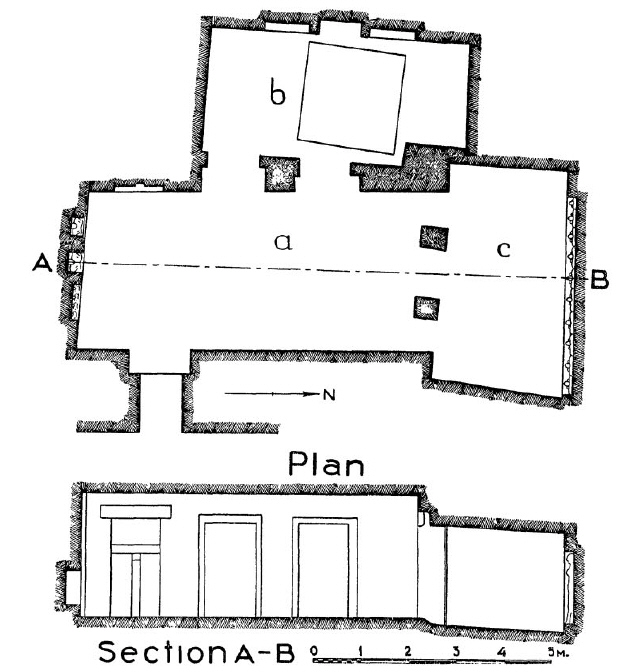
Tumba G7350, originalmente destinada a Heteferes y donde está su hija Meresanj.

Sobrevivió a su tercer marido y a su propia hija, a la que cedió su tumba, una mastaba en Guiza (G7350). Murió a principios del reinado de su tataranieto Shepseskaf, el hijo y sucesor de Menkaura, su bisnieto, con lo que fue testigo del reinado de seis faraones de la IV dinastía. Se desconoce dónde fue enterrada, a pesar de que tenía una cámara funeraria destinada (que nunca se acabó) en la tumba de su primer marido (mastaba G7110-7120). El descubrimiento en Abu Roash de objetos con su nombre podría indicar que su tumba, está cerca del complejo piramidal de Dyedefra.

## Testimonios de su época
- Figuras de Hetepheres y Meresanj abrazadas, halladas en la tumba G7350. (Museo de Bellas Artes de Boston)
- Esfinge de Hetepheres II con nombre grabado encontrada en Abu Roash. Es la esfinge más antigua de las encontradas.[4]